# Francesco Zerilli

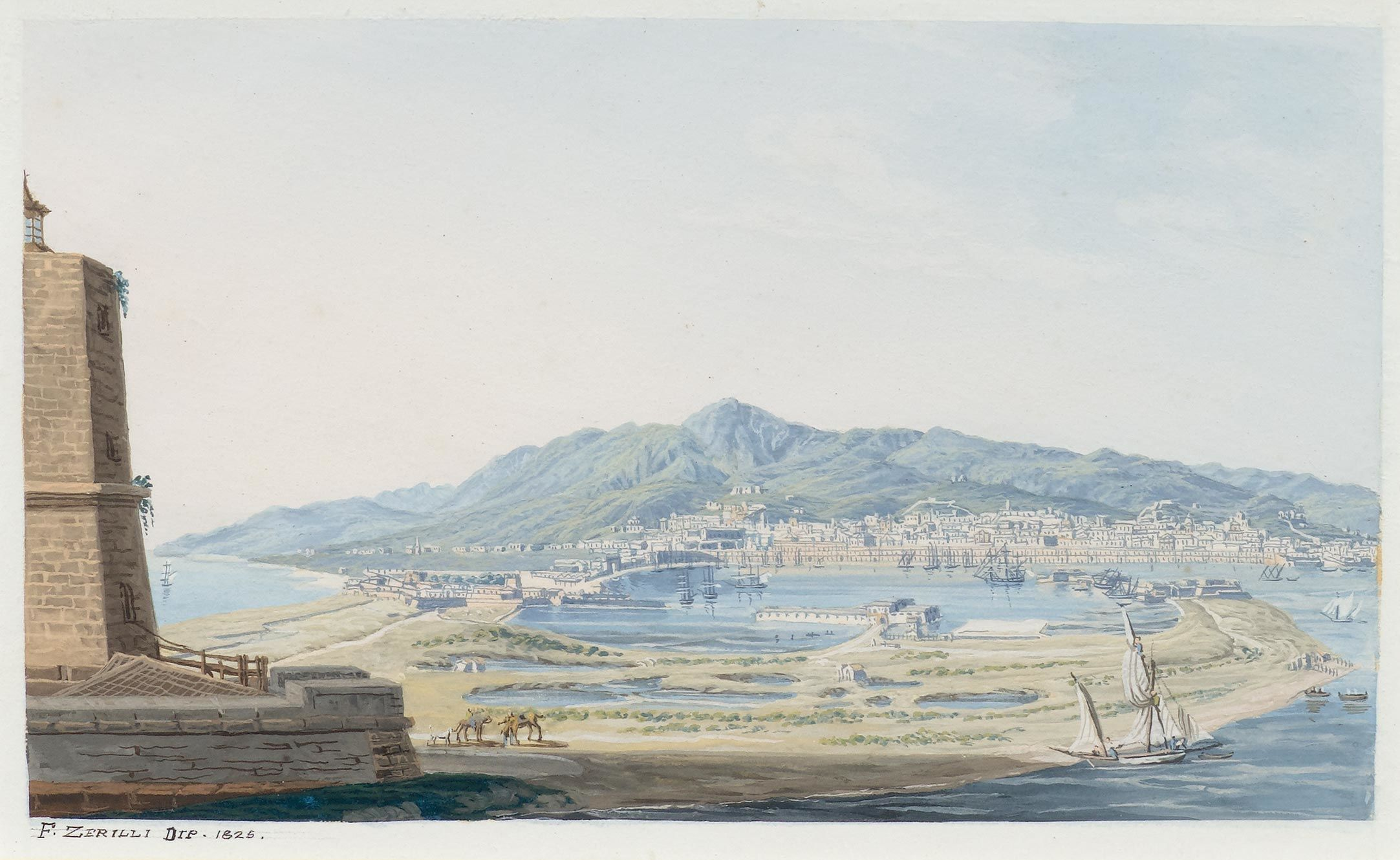
Messina (1825)

Francesco Zerilli, auch Zerillo, (geboren 1793 in Palermo; gestorben 1837 ebenda) war ein italienischer Maler des Klassizismus auf Sizilien.

## Leben
Zerilli war ein Schüler des Giuseppe Patania. Er zeichnete und stach und malte vor allem Ansichten von Palermo und den anderen klassischen Orten Siziliens im Stile eines Hackert. Die kleinformatigen Tempera und Gouachen auf Papier waren für den Verkauf an die adligen und großbürgerlichen Europäer gemalt, die auf ihrer Grand Tour einen Abstecher nach Sizilien machten.
Zerilli hatte sein Atelier in der Nähe der Porta Felice. Er starb 1837 in der europäischen Cholera-Epidemie.

## Ausstellung und Werke
- Fondazione Sicilia: Francesco Zerilli. Vedute e paesaggi, im Palazzo Branciforte, Palermo, 2016

Werke (Auswahl)
- 1814: Zwei Aquarelle von Militärschiffen
- 1837: Der Tempel Segesta bei Palermo
- 1837: Das Kloster San Martino bei Palermo[2]